# Viológeno

Paraquat é um viológeno proeminente

Viológenos são compostos orgânicos com a fórmula (C5H4NR)2n+. Em alguns viológenos, os grupos piridil são posteriormente modificados.
O viológeno paraquat (R = metil) é um herbicida amplamente utilizado.
Outros viológenos foram comercializados porque eles podem mudar de cor reversivelmente muitas vezes por oxirredução. O nome "viológeno" alude ao violeta, uma cor que pode exibir, e o cátion radical (C5H4NR)2+ é intensamente azulado.